# Jurangjero (Sluke)
Jurangjero is een bestuurslaag in het regentschap Rembang van de provincie Midden-Java, Indonesië. Jurangjero telt 2176 inwoners (volkstelling 2010).